# Le Cerveau de l'enfant
Le Cerveau de l'enfant (en italien : Il cervello del bambino) est un tableau du peintre italien Giorgio De Chirico réalisé en 1913. Cette peinture à l'huile sur toile métaphysique représente un homme torse nu, les yeux clos. Elle est conservée au Moderna Museet, à Stockholm, après avoir appartenu à André Breton jusqu'à sa mort en 1966.